# Mazda Persona
Der Mazda Persona (Eunos 300) war eine Limousine in der Oberen Mittelklasse die auch vom Mazda Tochteruntermarke Eunos als Eunos 300 ab 1990 angeboten wurde. Er basierte auf der Mazda MA Platform und war konzipiert als Hardtop-Limousine mit rahmenlosen Türen. Eine Fahrzeuggattung für eine eher sportlich orientierte Kundschaft, die in Japan zu jener Zeit z. B. auch von Toyota mit dem Toyota Carina ED oder von Mitsubishi mit dem Mitsubishi Diamante bedient wurde.
Als Motor kam der F8 1,8 L Reihen-Vierzylinder Benzinmotor mit 115 PS und der FE 2,0 L Reihen-Vierzylinder Benzinmotor mit 140 PS zum Einsatz. Wahlweise mit 5-Gang Schaltgetriebe oder 4-Stufen Automatikgetriebe.
Mazda legte viel Wert auf die Innenraumgestaltung. Die Rücksitzbank war im Lounge-Stil gehalten und die Türverkleidungen waren vollständig in der Sitzgarnitur integriert bei geschlossenen hinteren Türen. Für das Konzept wurde Mazda 1988 mit dem Titel Bestes Interieur des Jahres ausgezeichnet.
1992 endete die Produktion der Modelle und der Mazda Persona wurde durch den Ẽfini MS-8 und das Eunos Modell durch den Eunos 500 ersetzt.